# Brit Schalom (Zeremonie)
Brit Schalom (Bund des Friedens), auch als brit b'li milah, brit chayim, brit tikkun, brit ben oder alternative Brit (englisch) bezeichnet, ist eine Zeremonie der Namensgebung für jüdische Jungen. Aktivisten möchten durch diese neue Zeremonie die Brit Mila (Beschneidung) ersetzen.
Die erste bekannte Brit Schalom-Zeremonie wurde nach Angaben einer Zelebrantin gegen 1970 von Rabbiner Sherwin Wine durchgeführt, dem Gründer der „Society for Humanistic Judaism“ (einer Organisation von Juden, die den Glauben an Gott ablehnt).
Es gibt unterschiedliche Gestaltungsweisen von Brit Schalom; teilweise ist dabei eine Fußwaschung zentraler Bestandteil. Nach Angaben einer sie propagierenden Webseite soll die Brit Schalom von einem Rabbiner oder einem erfahrenen Laien durchgeführt werden; der Begriff „Rabbiner“ impliziert allerdings z. B. im humanistischen Judentum (dem viele Zelebranten angehören) keine religiöse Funktion. Die meisten Brit Schalom-Zelebranten gibt es in den USA. Sie haben unterschiedliche Einstellungen zu diesem Ritual und zur Beschneidung. Einige Zelebranten gehören zur Anti-Beschneidungsbewegung. Andere Zelebranten führen das Ritual durch, stehen diesem aber reserviert gegenüber. Der Reformrabbiner und Brit Schalom-Zelebrant Jerry Levy merkt kritisch an, dass Brit Schalom vor allem Eltern mit schwächerer jüdischer Identität gefällt. Er sieht die Ablehnung der Beschneidung als Teil einer „Verwässerung“ des Judentums.
In der deutschen Beschneidungsdebatte im Jahr 2012 behaupteten nichtjüdische Gegner der jüdischen Säuglingsbeschneidung, in einigen jüdischen Gemeinden in Großbritannien sei Brit Schalom „gängige Praxis“. Ein Vertreter des Board of Deputies of British Jews, der jüdischen Dachorganisation des Landes, bezeichnete diese Behauptung als „kompletten Unsinn“; ähnlich äußerte sich der dortige Präsident der Bewegung für Reformjudentum. Eltern, die sich gegen eine Beschneidung entscheiden, sind laut Rabbiner Jonathan Romain eine „kleine Minderheit“ meist gemischtreligiöser Paare, bei denen ein Partner gegen die Beschneidung ist. Laut Angaben einer Anhängerin des säkular-humanistischen Judentums, die als einzige die Brit Schalom in Großbritannien praktiziert, werden jährlich knapp 50 alternative Zeremonien von ihr durchgeführt. Nach einer Schätzung des „Board of Deputies of British Jews“ gab es im Jahr 2011 mindestens 3860 jüdische Geburten in Großbritannien; die tatsächliche Zahl könnte noch etwas höher sein. Der Marktanteil der Brit Schalom in Großbritannien liegt damit unter drei Prozent, aus anderen Staaten sind gar keine Zahlen bekannt.   